# 商县
商县，中国旧县名。
战国为商邑，属秦国。曾是商鞅的封地。秦灭六国后行郡县制，设立商县。
明朝洪武七年（1374年）五月，商州降为县。成化十三年（1477年）三月，仍为商州。同月，以商县的层峰驿置商南县。清朝，仍为商州。辛亥革命后，全国废府州厅改县，于1913年改商州为商县。辖境为今商州区、丹凤县西南部。1948年6月，中华民国内政部以“盗匪出没”、“安定地方”为由，以商县、雒南县、山阳县三县析置龍駒設治局（今丹凤县前身）。
1949年3月底，中共商洛地委、商洛军分区组织西进战役。5月20日，中共军队占领西安。7月11日晚，商县城中的国军守军出逃。7月12日晨，中共商洛地委、商洛专署、商洛军分区负责人王力、孙光、薛兴军等人率部进入商县县城。至此中华民国政府对商县的管辖结束。13日，在县城成立中共商县县委和商县人民政府。
1950年起，属商雒专区。1958年，废丹凤县，其地分属商南县和商县。1961年，复置丹凤县。1964年，商雒专区改为商洛专区。1969年，商洛专区改为商洛地区，仍隶之。1988年，改商县为商州市。2002年，改为商州区。